# Les Mystères romains (série télévisée)
Pour les articles homonymes, voir Les Mystères romains.
Les Mystères romains (Roman Mysteries) est une série télévisée britannique en 20 épisodes de 26 minutes créée d'après la série de romans éponyme de Caroline Lawrence et diffusée entre le 8 mai 2007 et le 2 septembre 2008 sur BBC One.
En France, la série est diffusée depuis le 22 décembre 2008 sur Canal+ Family.

## Synopsis
Cette série met en scène quatre enfants : Flavia, une riche jeune Romaine d'Ostia ; Nubia, une esclave affranchie d'origine africaine ; Jonathan, un juif converti au christianisme et Lupus, un jeune Grec muet. Tous les quatre vivent des aventures pleines de mystères dans l'empire romain, sous le règne de Titus, au début des années 80.

## Distribution
- Francesca Isherwood (VF : Alexia Papineschi) : Flavia Gemina
- Eli Machover (VF : Valentin Maupin) : Jonathan Ben-Mordecai
- Rebekah Brookes-Murrell (VF : Geneviève Doang) : Nubia
- Harry Stott : Lupus
- Natasha Barrero (VF : Nathalie Bienaimé) : Miriam Bat-Mordecai
- Stephen Mapes (VF : Emmanuel Karsen) : Mordecai Ben-Ezra
- Eoin McCarthy (en) (VF : Thierry Buisson) : Gaius Flavius Geminus / Marcus Flavius Geminus
- Richard Ridings (VF : Antoine Tomé) : Venalicius

## Épisodes

### Première saison (2007)
1. Les Secrets de Pompéi[1] 1re partie (The Secrets of Vesuvius 1/2)
2. Les Secrets de Pompéi 2e partie (The Secrets of Vesuvius 2/2)
3. Les Pirates de Pompéi[2] 1re partie (The Pirates of Pompeii 1/2)
4. Les Pirates de Pompéi 2e partie (The Pirates of Pompeii 2/2)
5. Les Assassins de Rome[3] 1re partie (The Assassins of Rome 1/2)
6. Les Assassins de Rome 2e partie (The Assassins of Rome 2/2)
7. Les Dauphins de Laurentum[4] 1re partie (The Dolphins of Laurentum 1/2)
8. Les Dauphins de Laurentum 2e partie (The Dolphins of Laurentum 1/2)
9. Les Ennemis de Jupiter[5] 1re partie (The Enemies of Jupiter 1/2)
10. Les Ennemis de Jupiter 2e partie (The Enemies of Jupiter 2/2)

### Deuxième saison (2008)
1. Les Gladiateurs de l'Empereur[6] (The Gladiators from Capua 1/2)
2. Les Gladiateurs de l'empereur 2e partie (The Gladiators from Capua 2/2)
3. Les Douze Travaux de Flavia[7] (The Trials of Flavia Gemina 1/2)
4. Les Douze Travaux de Flavia (The Trials of Flavia Gemina 2/2)
5. Le Marchand d'esclaves (The Colossus of Rhodes 1/2)
6. Le Marchand d'esclaves (The Colossus of Rhodes 2/2)
7. Les Fugitifs d'Athènes[8] (The Fugitive from Corinth 1/2)
8. Les Fugitifs d'Athènes (The Fugitive from Corinth 2/2)
9. L'Esclave de Jérusalem[9] (The Slave Girl from Jerusalem 1/2)
10. L'Esclave de Jérusalem (The Slave Girl from Jerusalem 2/2)